# Garncarz (Góry Stołowe)
Garncarz – wzniesienie (460 m n.p.m.) w południowo-zachodniej Polsce, na krawędzi dolnego piętra Gór Stołowych w Sudetach Środkowych. Na jego szczycie zalega małe rumowisko skalne.

## Szlaki turystyczne
- Kudowa-Zdrój – Czermna – Pstrążna – Ostra Góra (turystyczne przejście graniczne z Republiką Czeską) – Pasterka – Karłów – Urwisko Batorowskie – Batorów – Garncarz – Polanica-Zdrój – Przełęcz Sokołowska – Kamienna Góra – Torfowisko pod Zieleńcem – Zieleniec[1]